# Boryeong
Boryeong is een stad in de Zuid-Koreaanse provincie Chungcheongnam-do. De stad telt ruim 96.000 inwoners en ligt in het westen van het land. Boryeong is ontstaan in 1995 door het samenvoegen van Boryeong-gun en Daecheon City. Het Boryeong Mud Festival is een jaarlijks evenement dat georganiseerd wordt op Daecheon Beach.

## Stedenbanden
- Qingpu, China
- Shoreline, Verenigde Staten